# Parlement tricaméral
Un parlement tricaméral est une institution législative (parlement) constitué de trois chambres. Peu de régimes l'ont adopté, le circuit entre les trois chambres pouvant se révéler long et compliqué, ou au contraire simplifiant le débat de l'élaboration des lois, et donc antidémocratique. Deux régimes constitutionnels l'ont adopté : le Consulat en France, et l'Afrique du Sud à la fin du régime d'apartheid.
Les parlements bicaméraux et monocaméraux (comme la Convention en France lors de la Révolution, ou l'actuel Riksdag suédois) sont plus fréquents.

## Exemples historiques

### Le Consulat
Le Parlement du Consulat, établi par la Constitution de l'an VIII, fonctionne d'abord selon un modèle quadricaméral, composé de quatre chambres aux responsabilités clairement partagées et définies :
- le Conseil d'État élabore les lois ;
- le Tribunat discute les lois, sans les voter ;
- le Corps législatif vote les lois, mais sans les discuter ;
- le Sénat conservateur vérifie la constitutionnalité des lois via les sénatus-consultes.

Ce système quadricaméral, reconduit lors de la Constitution de l'an X puis lors de la proclamation du Premier Empire, est un échec puisque le pouvoir législatif se retrouva rapidement dominé par l'exécutif. Le Tribunat est finalement supprimé en 1807, le système devenant tricaméral.

### En Afrique du Sud

#### Historique
La constitution d'Afrique du Sud entrée en vigueur le 3 septembre 1984 établissait un régime présidentiel basé sur un parlement tricaméral. Cette constitution resta en vigueur jusqu'au 27 avril 1994.
Cette constitution fut proposée en 1983 par référendum aux électeurs blancs sud-africains afin de libéraliser le régime institutionnel de l'apartheid. Approuvée par 65 % des électeurs, elle établissait trois chambres parlementaires distinctes élues par les trois groupes raciaux minoritaires du pays, les blancs, les indiens et les métis en proportion de leur population. Les noirs n'avaient droit à aucune représentation nationale. Le seul nouveau droit qui leur était garanti était celui d'élire leurs propres conseillers municipaux.

#### Institutions
Dans ce nouveau parlement, les blancs élisaient 178 députés, les métis élisaient de leurs côtés 85 députés à leur chambre des représentants et les indiens élisaient 45 députés à la chambre des délégués.
Chacune de ces trois chambres légiférait à la seule intention du groupe racial dont il était l'émanation mais pour les questions d'intérêt national, les décisions étaient prises en commun et à la majorité. En pratique, la domination du Parti national sur les 178 députés blancs lui permettait toujours d'avoir le dernier mot.
Le président de la république était élu par 88 grands électeurs dont 50 désignés dans le seul parlement blanc, 25 dans la chambre des métis et 13 chez les délégués indiens. Le poste de premier ministre est supprimé.
En 1987 et 1989, les élections ont donné une nette majorité au Parti national afrikaner.

#### Résultat des élections en 1987
Au parlement blanc, le Parti conservateur emporte le statut d'opposition officielle à la place des libéraux du Parti progressiste.
| Parti (abbr.)                    | Sièges |
| -------------------------------- | ------ |
| Parti national (NP)              | 120    |
| Parti conservateur (CP)          | 23     |
| Parti fédéral progressiste (PFP) | 19     |
| Parti indépendant (IP)           | 1      |
| Parti national réformé (HNP)     | 0      |

#### Résultat des élections du 6 septembre 1989
Le parlement blanc a reconduit sa majorité au Parti National (- 26 sièges) alors que le parti conservateur gagnait 17 sièges.
| Parti (abbr.)                | %  | Sièges |
| ---------------------------- | -- | ------ |
| Parti national (NP)          | 48 | 94     |
| Parti conservateur (CP)      | 31 | 39     |
| Parti démocratique (DP)      | 20 | 33     |
| Parti national réformé (HNP) | 1  | 0      |

### Tricaméralisme bolivarien
Simón Bolívar, le chef révolutionnaire sud-américain, a inclus un parlement tricaméral dans ses propositions pour un modèle d'État. Bolívar a décrit les trois chambres comme ceci,:
- Chambre des Tribuns : une chambre détenant des pouvoirs en matière de finances publiques, d'affaires étrangères et de guerre. Contrairement aux deux autres chambres, les tribuns seraient élus par le peuple.
- Sénat : un organe apolitique ayant le pouvoir d'adopter des lois, de contrôler le pouvoir judiciaire et de nommer des responsables régionaux. Bolívar pensait que le Sénat devait être héréditaire, arguant que c'était le seul moyen d'assurer sa neutralité. Il existe des parallèles entre le Sénat de Bolívar et d'autres chambres, comme la Chambre des lords du Royaume-Uni ou la Chambre des pairs en France sous la Restauration;
- Chambre des censeurs : une chambre qui aurait agi en tant qu'organe de contrôle des deux aut|res chambres. Bolívar les a qualifiés de "procureurs contre le gouvernement pour la défense de la Constitution et des droits populaires". Il a également fait valoir qu'ils auraient dû assurer un fonctionnement satisfaisant du pouvoir exécutif, probablement par le biais de pouvoirs de destitution.

Ce modèle était conçu comme un système parlementaire, de sorte que le parlement tricaméral gouvernerait par le biais de l'administration active des ministres du cabinet qui sont responsables. Bolívar était explicite dans nombre de ses écrits, en particulier dans son message au Congrès d'Angostura du 17 décembre 1819, dans lequel l'indépendance de la Grande Colombie a été déclarée, il a expliqué comment le système qu'il a proposé était conçu pour refléter le fonctionnement du régime parlementaire britannique. Sa proposition des censeurs n'était pas qu'ils agissent comme des législateurs, mais plutôt en tant que ombusdmen.
Pour cette raison, certaines opinions divergent sur la question de savoir si le système de Bolívar peut vraiment être classé comme un parlement tricaméral, considérant que les censeurs n'étaient pas de véritables législateurs, mais semblaient représenter un pouvoir distinct. Malgré la grande influence de Bolívar en Amérique du Sud, aucun pays de la région n'a jamais adopté son modèle de parlement tricaméral. Les premières tentatives de mise en œuvre du modèle, comme en Bolivie, ont échoué, bien que le chaos de l'époque ait probablement joué un rôle dans ce résultat. En raison de ne pas adopter le système parlementaire d'inspiration britannique de Bolívar, de nombreux politologues célèbres comme Juan Linz et beaucoup d'autres ont observé que la décision de nombreux pays latino-américains de modéliser leurs systèmes politiques sur le système présidentiel des États-Unis d'Amérique ont conduit à de nombreux exemples d'instabilité politique et de descente ultérieure dans la dictature ou l'anarchie.

## Actualité du concept
En 2012, Dominique Rousseau propose en France une modernisation de la constitution de la Cinquième République passant par la création d'une nouvelle chambre pour le Parlement français, l'« Assemblée sociale ». Cette institution aurait pour objectif de représenter les « vrais citoyens », arguant que selon le système de représentativité actuel, les députés « ne représentent qu'eux-mêmes » et non plus les citoyens. Cette assemblée sociale viendrait dialoguer avec l'Assemblée nationale et l'« assemblée territoriale », à savoir le Sénat.

## La convention citoyenne ou de la tricaméralisation éphémère
La France sous le Consulat et l’Afrique du Sud sont les deux seuls exemples connus qui mirent en place un système parlementaire comprenant trois chambres distinctes. Néanmoins la France expérimente une forme de tricaméralisme[réf. nécessaire] avec la création d’une « Convention citoyenne pour le climat », qui s’est assemblée pour la première fois en octobre 2019.
Cette nouvelle chambre est caractérisée par deux nouveautés : d’une part, elle n'est pas issue d’élections au suffrage direct ou suffrage indirect, comme ça l’est pour les deux autres chambres déjà en place (Assemblée nationale et Sénat), mais d'un tirage au sort, comme l'était la Boulè des démocraties grecques antiques. D’autre part, c’est une chambre qui n’a pas force de vote définitif de lois. En effet, le seul vote émis est celui de la décision de savoir desquelles des lois proposées par les différents « parlementaires citoyens » seront proposés aux deux autres chambres. Par ailleurs, cette convention n’a pas pour but de rester définitivement en place. Son travail, s’étant terminé en juin 2020, ceci entraîne ainsi sa dissolution.
Son élection au tirage au sort et sa durée limitée dans le temps suscitent des questionnements sur sa légitimité comme véritable assemblée[source insuffisante]. Sa fonction purement consultative à l'instar du Conseil d'État sous le Consulat, qui n'élabore pas les lois mais ne les vote pas, la classe dans cette catégorie.